# Nicoleño
Le nicoleño est une langue uto-aztèque de la branche des langues takiques parlée aux États-Unis, dans le sud de la Californie, dans les îles Channel.
La langue, mal connue, est éteinte.